# Qualifications de la zone Océanie pour la Coupe du monde de rugby à XV 1999
Navigation
Qualifications Coupe du monde 1995 Qualifications Coupe du monde 2003
Les qualifications de la Zone Océanie pour la Coupe du monde de rugby à XV 1999 ont eu lieu du 18 septembre au 26 septembre 1998 et opposaient quatre équipes pour trois places directement qualificatives et une place en repêchage.

## Participants
- Australie
- Fidji
- Samoa
- Tonga

## Classement
Ce tournoi final de qualification de la zone Océanie s'est déroulé en Australie, chaque équipe affrontant une fois chacune des trois autres.

Il en résulte que se qualifient l'Australie en tant qu' Océanie 1, les Fidji comme Océanie 2, les Samoa comme Océanie 3 et les Tonga qui vont en repêchages. 
| Rang | Pays      | J | V | N | D | Pm  | Pe  | Diff | Pts |
| ---- | --------- | - | - | - | - | --- | --- | ---- | --- |
| 1    | Australie | 3 | 3 | 0 | 0 | 165 | 33  | +132 | 9   |
| 2    | Fidji     | 3 | 2 | 0 | 1 | 78  | 99  | -21  | 7   |
| 3    | Samoa     | 3 | 1 | 0 | 2 | 59  | 71  | -12  | 5   |
| 4    | Tonga     | 3 | 0 | 0 | 3 | 35  | 134 | -99  | 3   |

|  | Qualifiés pour la Coupe du monde |
|  | Qualifié pour les repêchages     |

Attribution des points : victoire : 3, match nul : 2, défaite : 1.
Règles de classement : ?

## Les matchs
| 18 septembre 1998 | Australie | 66 – 20 | Fidji | Stadium Australia, Sydney |
| 18 septembre 1998 |           |         |       | Stadium Australia, Sydney |
| 18 septembre 1998 |           |         |       | Stadium Australia, Sydney |

| 18 septembre 1998 | Tonga | 20 – 28 | Samoa | Stadium Australia, Sydney |
| 18 septembre 1998 |       |         |       | Stadium Australia, Sydney |
| 18 septembre 1998 |       |         |       | Stadium Australia, Sydney |

| 22 septembre 1998 | Australie | 74 – 0 (41 – 0) | Tonga                      | Canberra Stadium, Canberra 14 176 spectateurs Arbitre : Steve Walsh |
| 22 septembre 1998 | Essai(s) : Edmonds 2, Finegan, Horan, Little 4, Paul, Robinson, Roff, Whitaker Transformation(s) : Edmonds 5, Eales 2 |                 | Carton(s) rouge(s) : Sitoa | Canberra Stadium, Canberra 14 176 spectateurs Arbitre : Steve Walsh |
| 22 septembre 1998 | |                 |                            | Canberra Stadium, Canberra 14 176 spectateurs Arbitre : Steve Walsh |

| 22 septembre 1998 | Fidji | 26 – 18 | Samoa | Canberra Stadium, Canberra |
| 22 septembre 1998 |       |         |       | Canberra Stadium, Canberra |
| 22 septembre 1998 |       |         |       | Canberra Stadium, Canberra |

| 26 septembre 1998 | Tonga | 15 – 32 | Fidji | Suncorp Stadium, Brisbane |
| 26 septembre 1998 |       |         |       | Suncorp Stadium, Brisbane |
| 26 septembre 1998 |       |         |       | Suncorp Stadium, Brisbane |

| 26 septembre 1998 | Australie | 25 – 13 | Samoa | Suncorp Stadium, Brisbane |
| 26 septembre 1998 |           |         |       | Suncorp Stadium, Brisbane |
| 26 septembre 1998 |           |         |       | Suncorp Stadium, Brisbane |